# Громека, Ипполит Степанович
Ипполи́т Степа́нович Громе́ка (27 января (8 февраля) 1851, Бердичев — 13 октября (26 октября) 1889, Кутаиси) — российский учёный-механик, профессор Казанского университета; дал оригинальное изложение теории капиллярных явлений.

## Биография
Сын известного в своё время публициста, а впоследствии чиновника С. С. Громеки. Окончил с золотой медалью Седлецкую гимназию. В 1869 году поступил на математическое отделение физико-математического факультета Московского университета.
В мае 1879 года в Казани скончался П. И. Котельников — первый профессор по механике Казанского университета; после этого Громека, даже не будучи ещё магистром, подал ходатайство на появившуюся на кафедре вакансию. Благодаря лестным рекомендациям профессоров Московского университета это ходатайство было принято.
В октябре 1879 года Громека становится магистром прикладной математики, а в декабре — доцентом Казанского университета. В апреле 1882 года Громека был избран ординарным профессором и в мае занял должность ординарного профессора кафедры аналитической механики. В ноябре 1881 года Громека становится доктором прикладной математики и тогда же экстраординарным профессором по этой дисциплине.
Зимой 1888—1889 гг., упав с саней на охоте, получил сильный ушиб в грудь; образовавшаяся на месте ушиба саркома и стала причиной смерти учёного. Умер в Кутаиси — вскоре после приезда туда для лечения климатом.

## Научные достижения
Все труды И. С. Громеки приходятся на одно десятилетие.
Именем Громеки названо уравнение Громеки — Лэмба, описывающее течение идеальной жидкости.
Специальный класс течений сплошной среды, в котором вектор вихря пропорционален скорости, называется течениями Громеки — Бельтрами.

## Публикации
- Громека И. С.  Очерк теории капиллярных явлений. Теория поверхностного сцепления жидкости (магистерская диссертация) // Математический сборник. — М., 1879. — Т. IX, № 3. — С. 435—500.
- Громека И. С.  Собрание сочинений. — М.: Изд-во АН СССР, 1952. — 296 с.